# Liste der Biografien/Ash
Liste der Biografien |
Portal Biografien |
Personensuche
# |
A |
B |
C |
D |
E |
F |
G |
H |
I |
J |
K |
L |
M |
N |
O |
P |
Q |
R |
S |
T |
U |
V |
W |
X |
Y |
Z |
?
 
Aa |
Ab |
Ac |
Ad |
Ae |
Af |
Ag |
Ah |
Ai |
Aj |
Ak |
Al |
Am |
An |
Ao |
Ap |
Aq |
Ar |
As |
At |
Au |
Av |
Aw |
Ax |
Ay |
Az
 
Asa |
Asb |
Asc |
Asd |
Ase |
Asf |
Asg |
Ash |
Asi |
Asj |
Ask |
Asl |
Asm |
Asn |
Aso |
Asp |
Asq |
Asr |
Ass |
Ast |
Asu |
Asv |
Asw |
Asy |
Asz
Die Liste der Biografien führt alle Personen auf, die in der deutschsprachigen Wikipedia einen Artikel haben. Dieses ist eine Teilliste mit 383 Einträgen von Personen, deren Namen mit den Buchstaben „Ash“ beginnt.

## Ash
- Ash, Daniel (* 1957), britischer Musiker
- Ash, Elliott (* 1984), US-amerikanischer Jurist, Ökonom und Hochschullehrer
- Ash, Eric (1928–2021), deutsch-britischer Elektroingenieur
- Ash, Erica (1977–2024), US-amerikanische Schauspielerin und Sängerin
- Ash, James Earle (1884–1986), US-amerikanischer Pathologe sowie Offizier
- Ash, Jerry (* 1942), US-amerikanischer Radrennfahrer
- Ash, John S. (1925–2014), britischer Ornithologe und Naturschützer
- Ash, Lauren (* 1983), kanadische Schauspielerin und ComedianLauren Ash (* 1983)

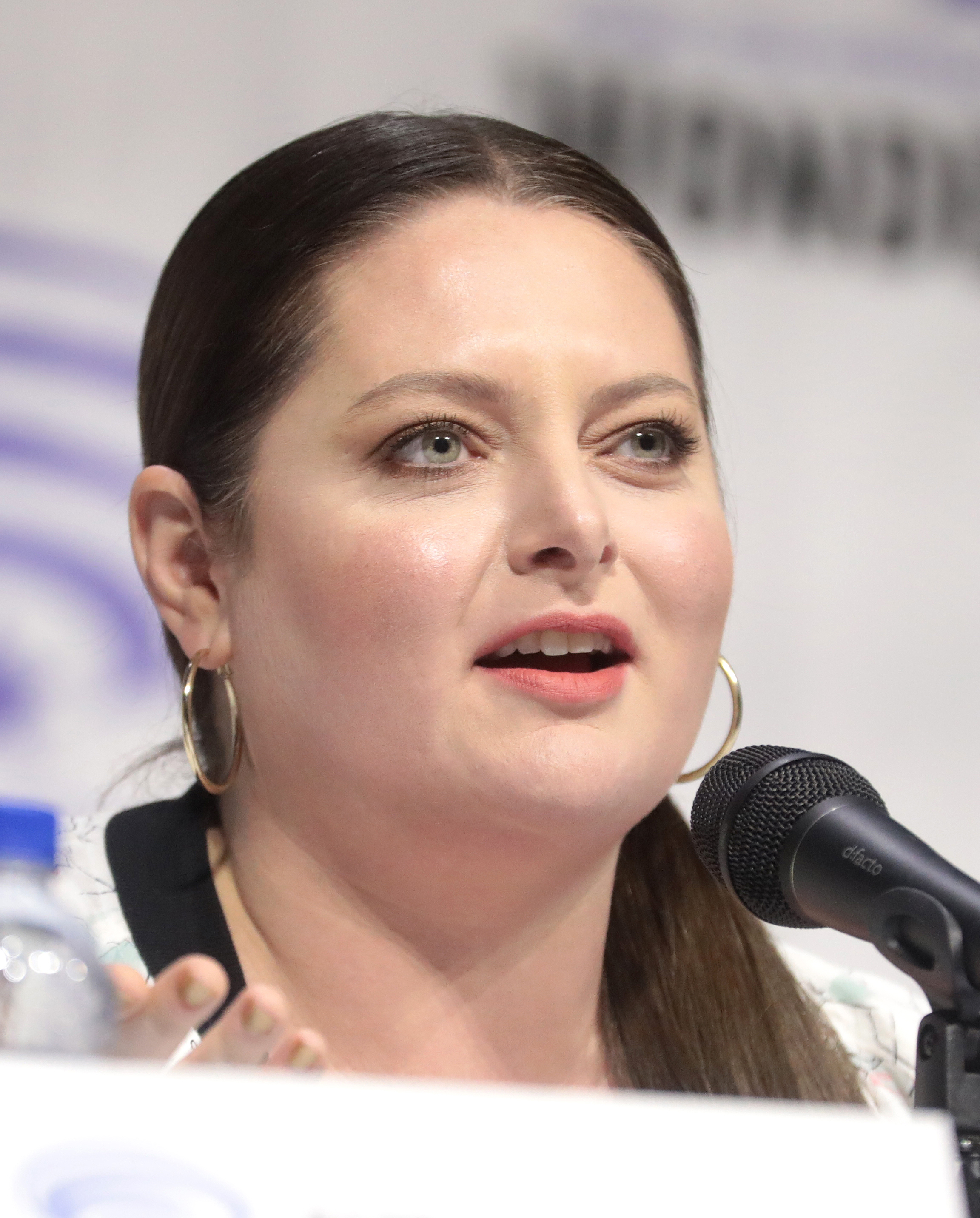
Lauren Ash (* 1983)

- Ash, Marvin (1914–1974), amerikanischer Jazzpianist
- Ash, Michael Woolston (1789–1858), US-amerikanischer Politiker
- Ash, Mitchell (* 1948), US-amerikanischer Historiker
- Ash, Paul (1891–1958), US-amerikanischer Musiker, Bigband-Leader und Komponist
- Ash, Ronnie (* 1988), US-amerikanischer Hürdenläufer
- Ash, Roy (1918–2011), US-amerikanischer Politiker
- Ash, Samuel Howard (1884–1951), US-amerikanischer Varietékünstler, Sänger und Schauspieler
- Ash, Steve (* 1957), US-amerikanischer Jazzmusiker
- Ash, Vic (1930–2014), britischer Jazz-Klarinettist
- Ash, Walter (1906–1998), britischer Konteradmiral und Elektroingenieur

### Asha
- Asha, Yamba (* 1978), angolanischer Fußballspieler
- Ashadu, Karimah (* 1985), nigerianische Videokünstlerin
- Ashall, Jimmy (* 1933), englischer Fußballspieler
- Ashall, Thomas (1915–1976), englischer Fußballspieler
- Asham, Arron (* 1978), kanadischer Eishockeyspieler
- Ashana, Rochelle, US-amerikanisch-philippinische Schauspielerin, Stuntfrau und Fotografin
- Ashanti (* 1980), US-amerikanische Sängerin und SchauspielerinAshanti (* 1980)

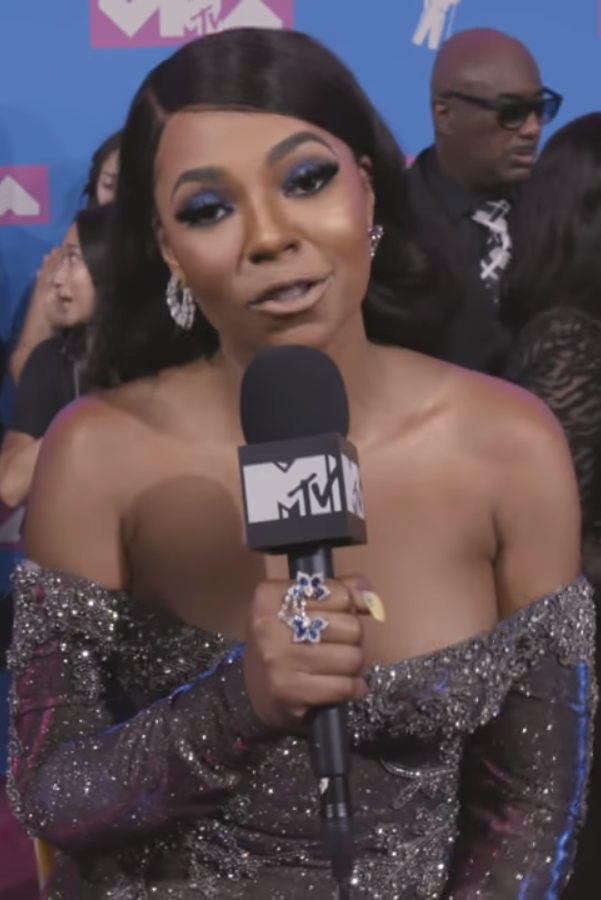
Ashanti (* 1980)

- Ashar, Kiran (1947–2017), indischer Cricketspieler
- Ash’ari, Khairunnisa (* 1987), bruneiische Aktivistin und Politikerin
- Ashauer, Günter (1934–2007), deutscher Leiter der Deutschen Sparkassenakademie
- Ashauer, Sonja (1923–1948), brasilianische Physikerin

### Ashb
- Ashba, DJ (* 1972), US-amerikanischer Gitarrist und Produzent
- Ashbaugh, Walter (1929–2003), US-amerikanischer Dreispringer
- Ashbee, Barry (1939–1977), kanadischer Eishockeyspieler und -trainer
- Ashbee, Charles Robert (1863–1942), englischer Architekt
- Ashbee, Henry Spencer (1834–1900), britischer Bibliophiler und Bibliograph
- Ashbee, Ian (* 1976), englischer Fußballspieler
- Ashbel, Dan (* 1949), israelischer Diplomat und ehemaliger Botschafter in Wien
- Ashbery, John (1927–2017), US-amerikanischer Dichter
- Ashbourne, Lorraine (* 1961), britische SchauspielerinLorraine Ashbourne (* 1961)

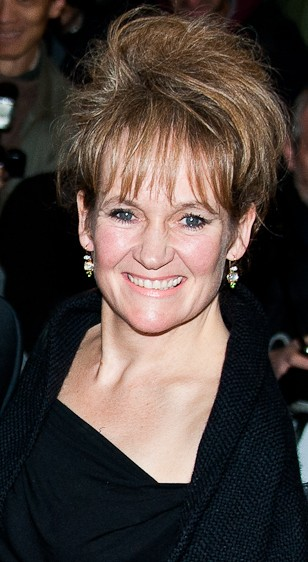
Lorraine Ashbourne (* 1961)

- Ashbridge, Ken (1916–2002), englischer Fußballspieler
- Ashbrook, Dana (* 1967), US-amerikanischer Schauspieler
- Ashbrook, Daphne (* 1963), US-amerikanische Schauspielerin
- Ashbrook, Frank G. (1892–1966), US-amerikanischer Säugetierforscher und Fachautor
- Ashbrook, Jean Spencer (* 1934), US-amerikanische Politikerin
- Ashbrook, John M. (1928–1982), US-amerikanischer Politiker
- Ashbrook, Joseph (1918–1980), US-amerikanischer Astronom
- Ashbrook, Temple (1896–1976), US-amerikanischer Segler
- Ashbrook, William A. (1867–1940), US-amerikanischer Politiker
- Ashburn, George W. (1814–1868), US-amerikanischer Politiker, Opfer des Ku-Klux-Klan
- Ashburn, Lauren, US-amerikanische Moderatorin und Journalistin
- Ashburn, Percy Moreau (1872–1940), Arzt in der US Army
- Ashburn, Richie (1927–1997), US-amerikanischer Baseballspieler
- Ashburn, Roy (* 1954), US-amerikanischer Politiker
- Ashburner, Lesley (1883–1950), US-amerikanischer Hürdenläufer
- Ashburner, Michael (1942–2023), britischer Genetiker und Bioinformatiker
- Ashby, Cecil († 1929), britischer Motorradrennfahrer
- Ashby, Don (1955–1981), kanadischer Eishockeyspieler
- Ashby, Dorothy (1932–1986), US-amerikanische Harfenistin
- Ashby, Eric, Baron Ashby (1904–1992), britischer Botaniker
- Ashby, Fana (* 1981), Leichtathletin aus Trinidad und Tobago
- Ashby, Glenn (* 1977), australischer Segler
- Ashby, Hal (1929–1988), US-amerikanischer Filmregisseur und Filmeditor
- Ashby, Harold (1925–2003), US-amerikanischer Tenorsaxophonist und Klarinettist
- Ashby, Irving (1920–1987), amerikanischer Jazzgitarrist
- Ashby, Jeffrey Shears (* 1954), US-amerikanischer Astronaut
- Ashby, Linden (* 1960), US-amerikanischer SchauspielerLinden Ashby (* 1960)

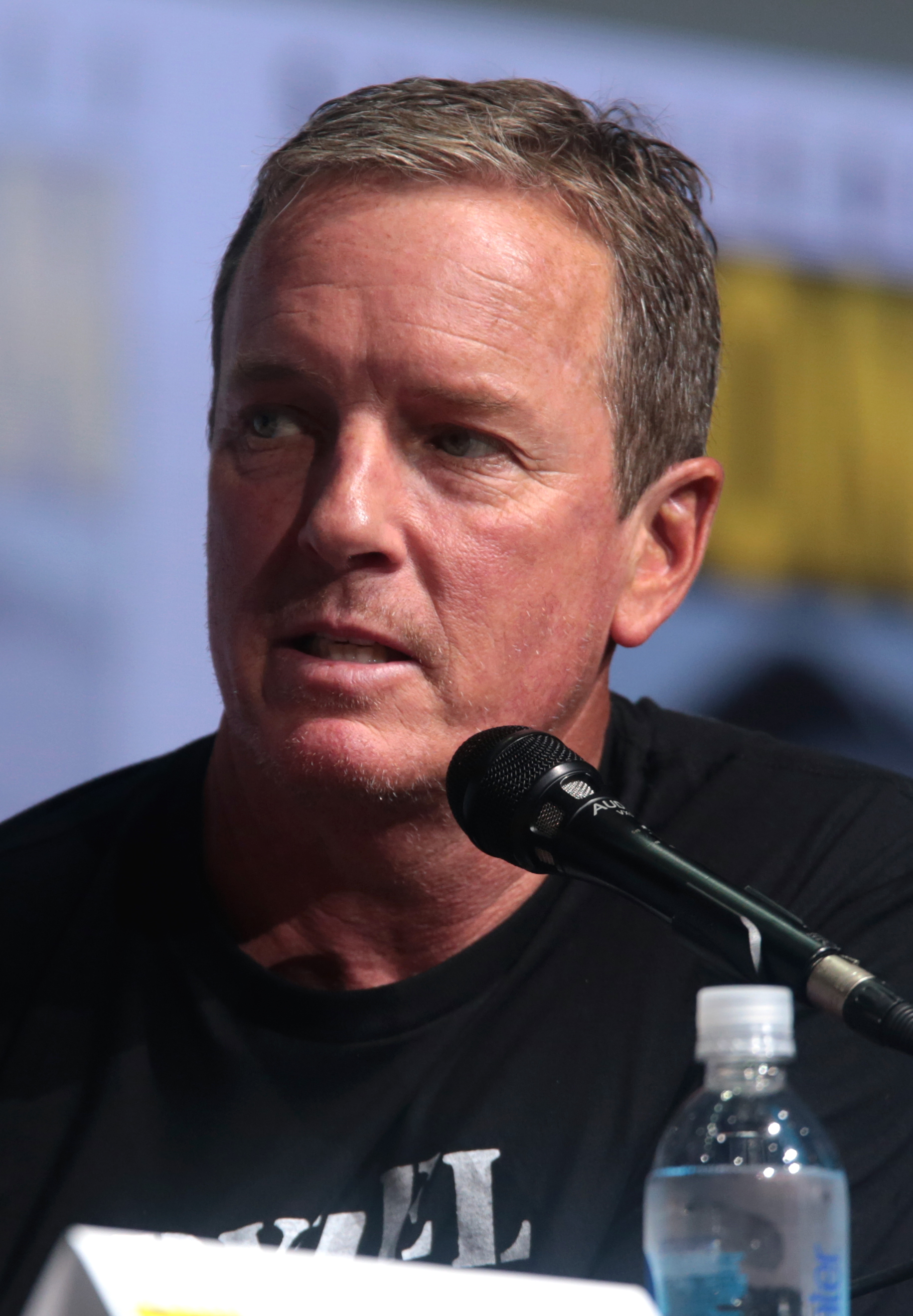
Linden Ashby (* 1960)

- Ashby, Margery Corbett (1882–1981), britische Frauenrechtlerin und Politikerin
- Ashby, Robert (1940–2019), britischer Schriftsteller und Schauspieler
- Ashby, Thomas (1874–1931), britischer Klassischer Archäologe
- Ashby, Turner (1828–1862), General der Konföderierten Staaten von Amerika im Amerikanischen Bürgerkrieg
- Ashby, W. Ross (1903–1972), britischer Psychiater

### Ashc
- Ashcraft, Richard (1938–1995), amerikanischer Politikwissenschaftler
- Ashcraft, Tami Oldham (* 1960), US-amerikanische Seglerin und Autorin
- Ashcroft, Catherine (* 1988), englische Musikerin des Genres Irish Folk
- Ashcroft, Charlie (1926–2010), englischer Fußballtorhüter
- Ashcroft, Frances (* 1952), britische Biologin
- Ashcroft, Frederick Noel (1878–1949), britischer Mineraloge und Sammler
- Ashcroft, Jimmy (1878–1943), englischer Fußballtorhüter
- Ashcroft, John (* 1942), US-amerikanischer Politiker
- Ashcroft, Kane (1986–2015), englischer Fußballspieler
- Ashcroft, Michael (* 1946), britischer Geschäftsmann und Politiker (Conservative Party)
- Ashcroft, Neil (1938–2021), britischer Festkörperphysiker
- Ashcroft, Peggy (1907–1991), britische Schauspielerin
- Ashcroft, Peter (1928–2008), britischer Motorsportmanager
- Ashcroft, Richard (* 1971), britischer Musiker, Frontmann von The Verve
- Ashcroft, Samuel (1921–2006), US-amerikanischer Pioneer der Blindenschrift

### Ashd
- Ashdown, Isabel (* 1970), britische Schriftstellerin
- Ashdown, Jamie (* 1980), englischer Fußballtorhüter
- Ashdown, Paddy (1941–2018), britischer Politiker, Mitglied des House of Commons
- Ashdown, Peter (* 1934), britischer Autorennfahrer
- Ashdown-Hill, John (1949–2018), britischer HistorikerJohn Ashdown-Hill (1949–2018)

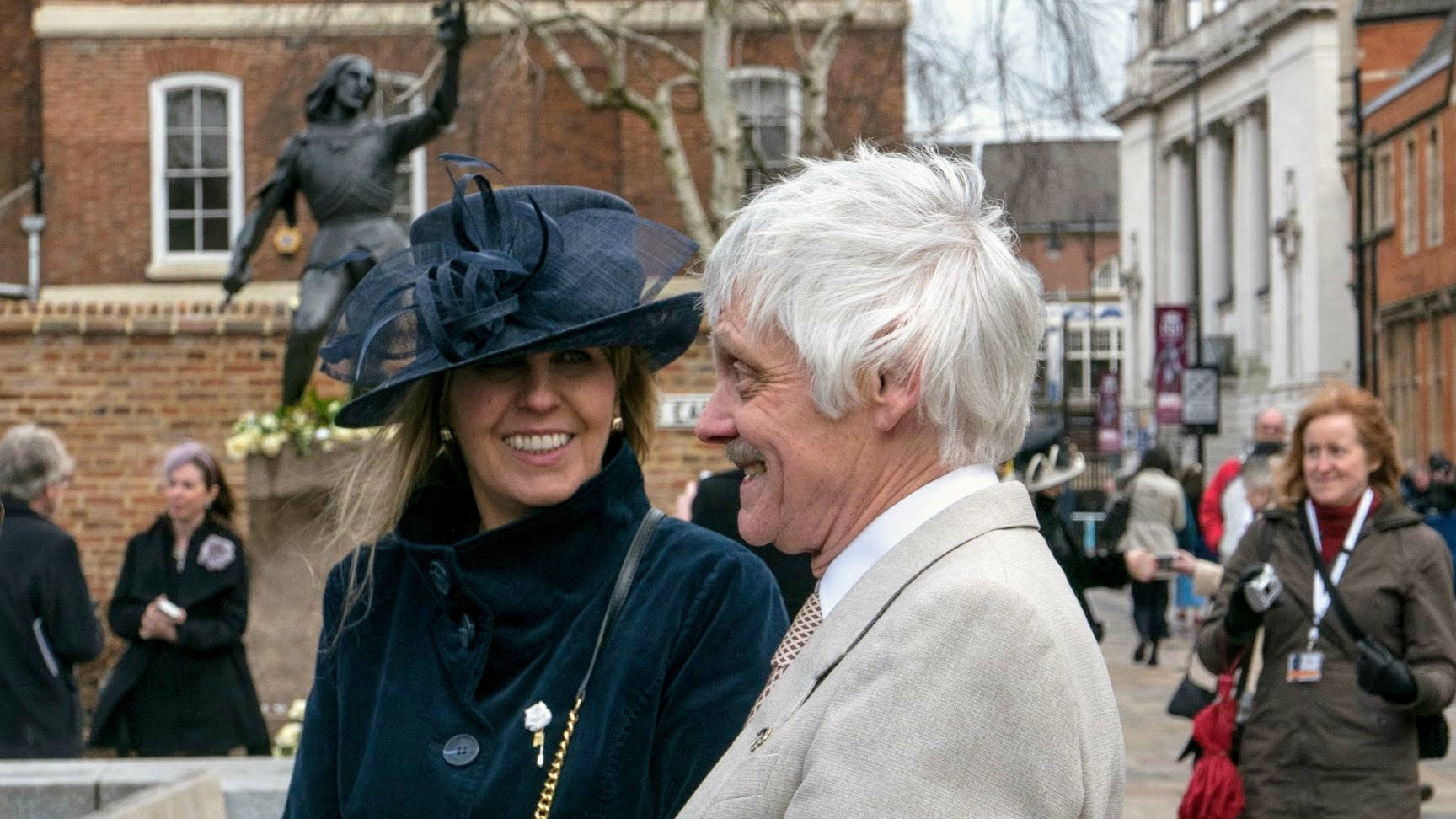
John Ashdown-Hill (1949–2018)

### Ashe
- Ashe (* 1993), US-amerikanische Popsängerin
- Ashe, Arthur (1943–1993), US-amerikanischer TennisspielerArthur Ashe (1943–1993)

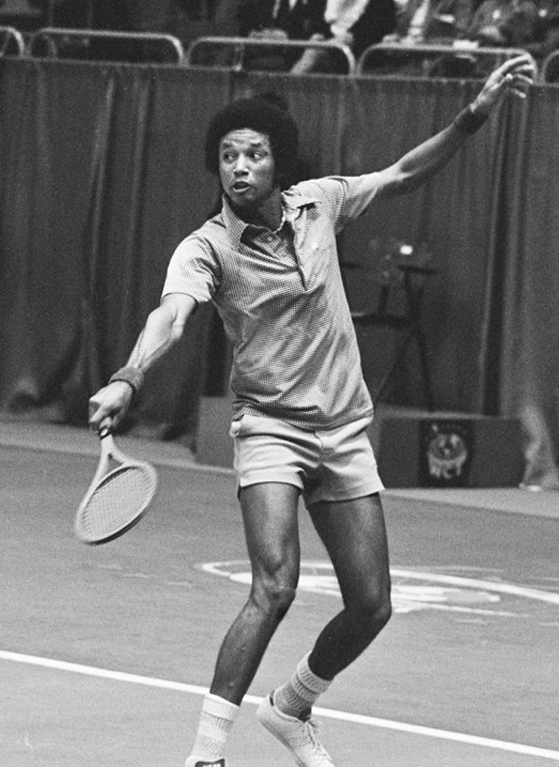
Arthur Ashe (1943–1993)

- Ashe, Danni (* 1968), US-amerikanische Fotografin und Unternehmerin sowie frühere Softcore-Erotikdarstellerin
- Ashe, Favour (* 2002), nigerianischer Sprinter
- Ashe, John Baptista (1748–1802), US-amerikanischer Politiker
- Ashe, John Baptista (1810–1857), US-amerikanischer Politiker
- Ashe, John William (1954–2016), antiguanischer Diplomat, Präsident der Generalversammlung der Vereinten Nationen während deren 68. Sitzungsperiode
- Ashe, Martin (* 1953), irischer römisch-katholischer Geistlicher, Weihbischof in Melbourne
- Ashe, Samuel (1725–1813), Gouverneur von North Carolina
- Ashe, St George (1871–1922), britischer Ruderer
- Ashe, Thomas (1885–1917), Gründungsmitglied der Irish Volunteers, irischer Hungerstreikender
- Ashe, Thomas Samuel (1812–1887), US-amerikanischer Jurist und Politiker
- Ashe, Victor (* 1945), US-amerikanischer Politiker und Diplomat
- Ashe, William Shepperd (1814–1862), US-amerikanischer Politiker
- Ashe, William Willard (1872–1932), US-amerikanischer Botaniker und Forstmann
- Åsheim, Agnetha (* 1982), norwegische Skilangläuferin
- Asheim, Henrik (* 1983), norwegischer Politiker
- Asheim, Steve (* 1970), US-amerikanischer Schlagzeuger
- Ashenden, Gavin (* 1954), englischer anglikanischer Geistlicher und Theologe, römisch-katholischer Publizist (seit 2019)
- Ashenden, Russell (* 1961), englischer Fußballspieler
- Ashenfelter, Bill (1924–2010), US-amerikanischer Leichtathlet und Unternehmer
- Ashenfelter, Horace (1923–2018), US-amerikanischer Leichtathlet und Olympiasieger
- Ashenfelter, Orley (* 1942), US-amerikanischer Ökonom
- Asher, Adolf (1800–1853), deutscher Buchhändler und Antiquar
- Asher, Byron, US-amerikanischer Jazzmusiker (Saxophon, Klarinette)
- Asher, Carl Wilhelm (1798–1864), deutscher Publizist und Jurist
- Asher, David J. (* 1966), britischer Astronom
- Asher, Georg (1827–1905), deutscher Rechtswissenschaftler und Hochschullehrer
- Asher, Innes, neuseeländische Medizinerin und Hochschullehrerin
- Asher, Irving (1903–1985), US-amerikanischer Filmproduzent
- Asher, Jack (1916–1991), britischer Kameramann
- Asher, Jane (* 1946), britische SchauspielerinJane Asher (* 1946)

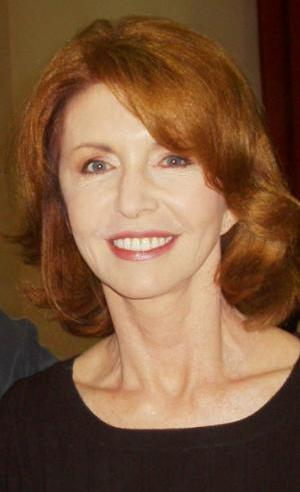
Jane Asher (* 1946)

- Asher, Jay (* 1975), US-amerikanischer JugendbuchautorJay Asher (* 1975)

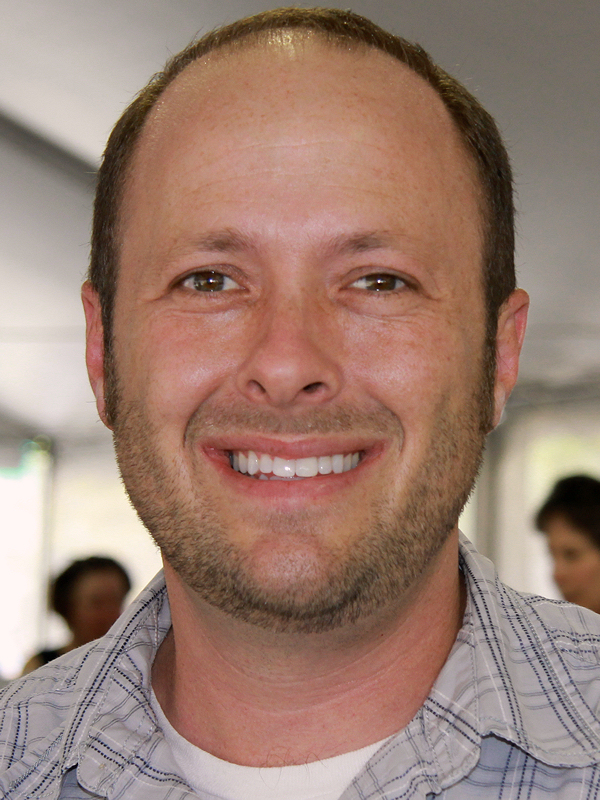
Jay Asher (* 1975)

- Asher, Joseph (1921–1990), amerikanischer Rabbiner
- Asher, Leon (1865–1943), deutscher Physiologe
- Asher, Louis (1804–1878), deutscher Kunstmaler
- Asher, Michael (1943–2012), US-amerikanischer Konzeptkünstler
- Asher, Michael (* 1953), englischer Autor und Wüstenforscher
- Asher, Mollye, US-amerikanische Filmproduzentin
- Asher, Neal (* 1961), englischer Science-Fiction-Autor
- Asher, Peter (* 1944), englischer Gitarrist, Sänger, Musikmanager und -produzent
- Asher, Richard (1912–1969), britischer Mediziner am Central Middlesex Hospital
- Asher, Robert (1920–1979), britischer Filmregisseur
- Asher, Tony (* 1939), US-amerikanischer Liedtexter
- Asher-Smith, Dina (* 1995), britische Sprinterin
- Asherie, Ehud (* 1979), israelisch-amerikanischer Jazzmusiker (Piano, Orgel)
- Asherson, Renée (1915–2014), britische Theater- und Filmschauspielerin
- Asheton, Ron (1948–2009), US-amerikanischer Gitarrist und Bassist
- Ashevak, Kenojuak (1927–2013), kanadische Inuit-Künstlerin

### Ashf
- Ashfaq, Ali (* 1985), maledivischer Fußballspieler
- Ashfaq, Qais (* 1993), englischer Boxer im Bantamgewicht
- Ashfield, Joe, US-amerikanischer American-Football-Trainer
- Ashfield, Kate (* 1972), britische Schauspielerin
- Ashfield, Keith (1952–2018), kanadischer Politiker der Konservativen Partei Kanadas
- Ashford, Annaleigh (* 1985), US-amerikanische Schauspielerin, Sängerin und TheaterschauspielerinAnnaleigh Ashford (* 1985)

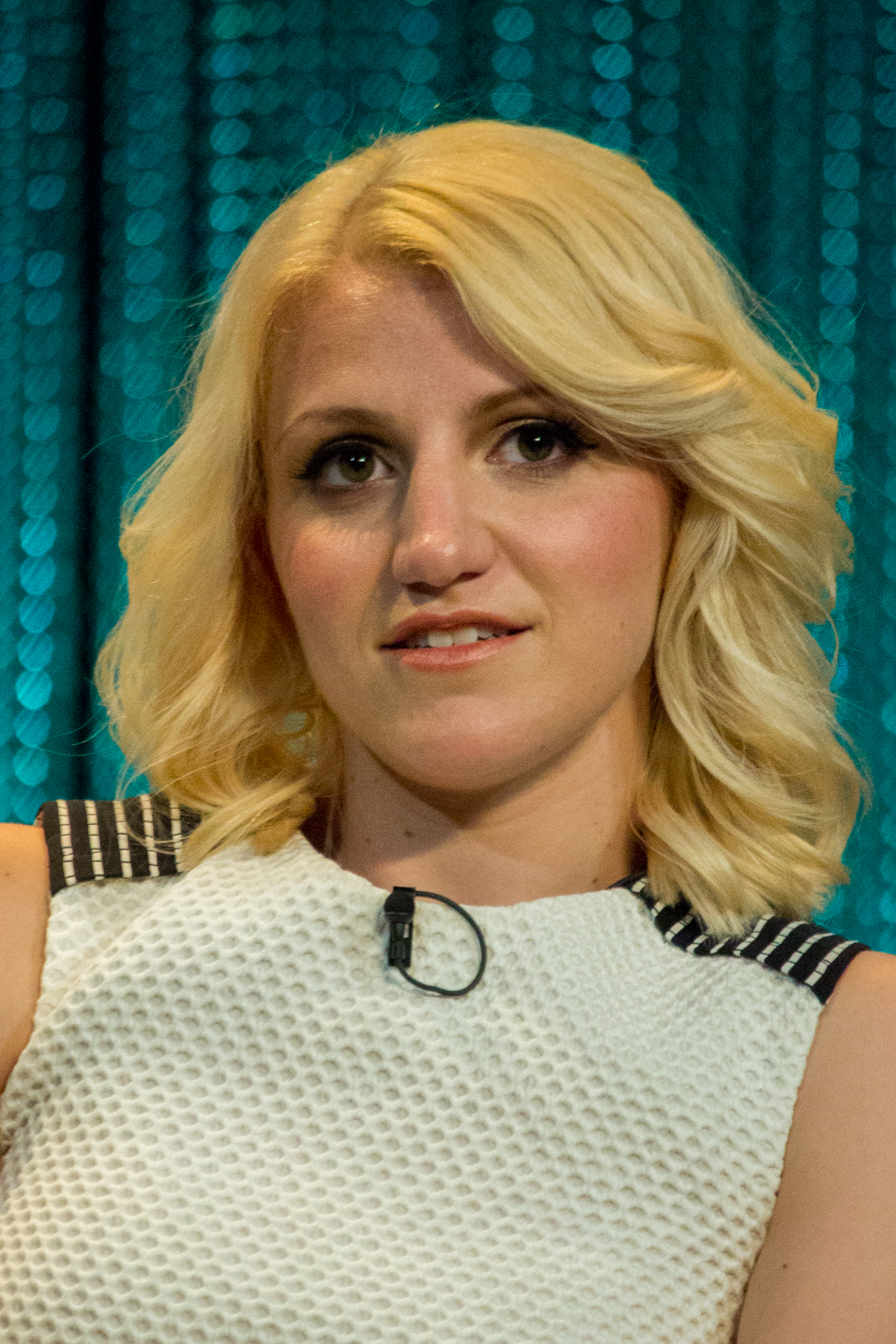
Annaleigh Ashford (* 1985)

- Ashford, Brad (1949–2022), US-amerikanischer Politiker
- Ashford, Doug (* 1958), marokkanisch-amerikanischer Maler, Installationskünstler und Autor
- Ashford, Evelyn (* 1957), US-amerikanische Sprinterin und Olympiasiegerin
- Ashford, Michelle (* 1960), US-amerikanische Drehbuchautorin, Fernsehproduzentin und Showrunnerin
- Ashford, Nickolas (1942–2011), US-amerikanischer Songwriter, Musikproduzent und Sänger
- Ashford, William (1874–1925), australischer Politiker, Mitglied der Legislativversammlung und Minister von New South Wales

### Ashi
- Ashibe, Kosei (* 2001), japanischer Fußballspieler
- Ashida, Enosuke (1873–1951), japanischer Pädagoge
- Ashida, Hitoshi (1887–1959), bürgerlicher japanischer Politiker und 1948 Premierminister Japans
- Ashida, Jun (1930–2018), japanischer Modedesigner
- Ashida, Mana (* 2004), japanische Schauspielerin und Sängerin
- Ashihara, Hideyuki (1944–1995), japanischer Karateka
- Ashihara, Hinako (1974–2024), japanische Manga-Zeichnerin
- Ashihara, Yoshinobu (1918–2003), japanischer Architekt
- Ashihara, Yoshishige (1901–2003), japanischer Unternehmer im Bereich der Stromerzeugung
- Ashikaga Tadayoshi (1306–1352), japanischer General
- Ashikaga Takauji (1305–1358), Gründer und erste Shōgun des Ashikaga-Shōgunats
- Ashikaga Yoshiaki (1537–1597), japanischer ShōgunAshikaga Yoshiaki (1537–1597)

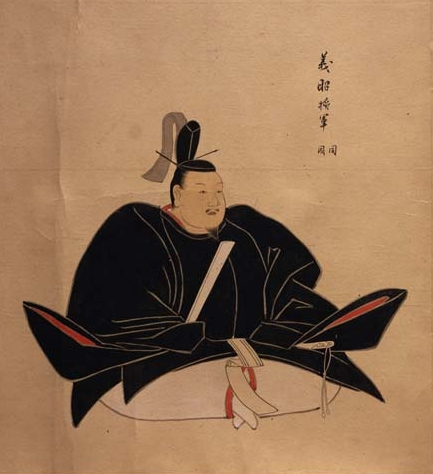
Ashikaga Yoshiaki (1537–1597)

- Ashikaga Yoshiakira (1330–1367), Shogun
- Ashikaga Yoshiharu (1511–1550), japanischer Shogun
- Ashikaga Yoshihisa (1465–1489), japanischer Shogun
- Ashikaga Yoshimochi (1386–1428), japanischer Shōgun
- Ashikaga Yoshitane (1465–1522), japanischer Shōgun
- Ashikaga Yoshiteru (1536–1565), japanischer Shōgun
- Ashikaga Yoshizumi (1478–1511), 11. Ashikaga-Shōgun
- Ashikaga, Michio (* 1950), japanischer Fußballspieler
- Ashikaga, Mochiuji (1398–1439), japanischer Beamter
- Ashikaga, Yoshihide (1538–1568), 14. Shogun des Ashikaga-Shogunates
- Ashikaga, Yoshikatsu (1434–1443), japanischer Shogun
- Ashikaga, Yoshikazu (1407–1425), japanischer Shōgun
- Ashikaga, Yoshimasa (1436–1490), japanischer Shogun
- Ashikaga, Yoshimitsu (1358–1408), dritter Shogun des Ashikaga-Shogunats
- Ashikaga, Yoshinori (1394–1441), japanischer Shogun
- Ashikawa, Izumi (* 1935), japanische Schauspielerin
- Ashikin, Nurul (* 2000), malaysische Leichtathletin
- Ashilevi, Jim (* 1984), estnischer Schriftsteller
- Ashimeru, Majeed (* 1997), ghanaischer FußballspielerMajeed Ashimeru (* 1997)

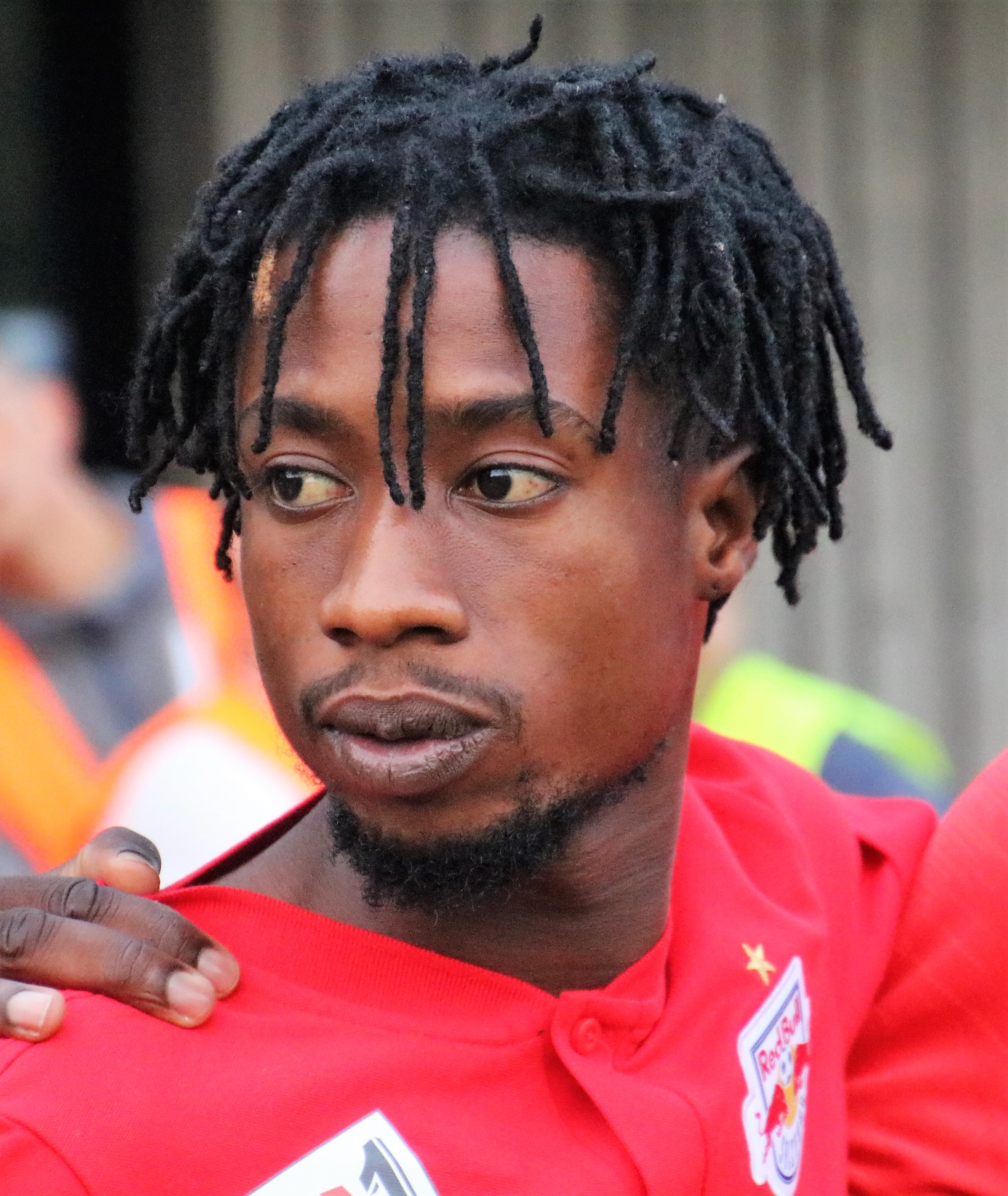
Majeed Ashimeru (* 1997)

- Ashimoto, Yūji, japanischer Skispringer
- Ashinano, Hitoshi (* 1963), japanischer Manga-Zeichner
- Ashino, Shōto (* 1992), japanischer Fußballspieler
- Ashipala-Musavyi, Selma (* 1960), namibische Diplomatin und Politikerin (SWAPO)
- Ashiq, Muhammad (1935–2018), pakistanischer Radrennfahrer
- Ashiq, Rabia (* 1992), pakistanische Leichtathletin
- Ashitey, Clare-Hope (* 1987), britische Schauspielerin
- Ashiwara, Kinjirō (1850–1937), selbsternannter „Kaiser“ in Japan

### Ashj
- Ashjian, Lucy (1907–1993), US-amerikanische Fotografin

### Ashk
- Ashk, Upendranath (1910–1996), indischer Schriftsteller, Journalist und Verleger
- Ashkanani, Zaid (* 1994), kuwaitischer Automobilrennfahrer
- Ashkar, Saleem Abboud (* 1976), palästinensisch-israelischer klassischer Pianist
- Ashkenas, Jeremy, US-amerikanischer Programmierer
- Ashkenasi, Abraham (1934–2016), US-amerikanischer Politikwissenschaftler
- Ashkenasi, Danny (* 1967), deutsch-amerikanischer Komponist und Schauspieler
- Ashkénasi, Léon (1922–1996), französischer Rabbiner
- Ashkenasi, Shmuel (* 1941), israelischer Violinist und Lehrer
- Ashkenazi, Lior (* 1968), israelischer Schauspieler
- Ashkenazy, Dimitri (* 1969), isländischer Klarinettist
- Ashkenazy, Vovka (* 1961), russischer und isländischer Pianist
- Ashkin, Arthur (1922–2020), US-amerikanischer Experimentalphysiker
- Ashkin, Julius (1920–1982), US-amerikanischer Physiker
- Ashkin, Michael (* 1955), US-amerikanischer Fotograf und Installationskünstler

### Ashl
- Ashlag, Baruch (1907–1991), jüdischer Kabbalist
- Ashlag, Yehuda (1884–1954), Kabbalist
- Ashleigh, Tiara (* 1985), US-amerikanische Schauspielerin und Filmproduzentin
- Ashley, Aiden (* 1990), US-amerikanische PornodarstellerinAiden Ashley (* 1990)

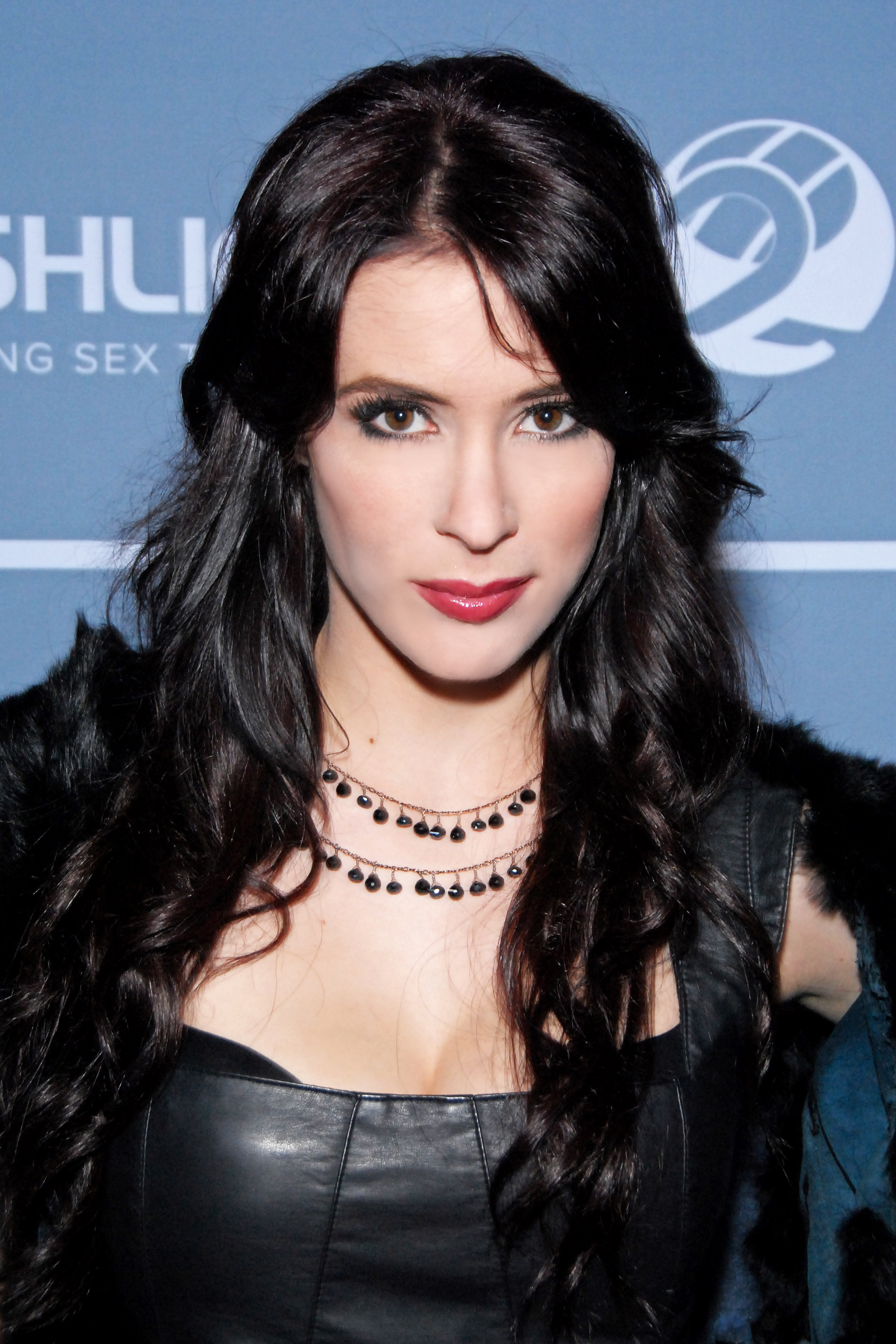
Aiden Ashley (* 1990)

- Ashley, April (1935–2021), britisches Model, Trans-Pionierin und -Idol, Schauspielerin
- Ashley, Bernard (* 1935), britischer Schriftsteller
- Ashley, Brooke (* 1973), US-amerikanische Pornodarstellerin
- Ashley, Chester (1790–1848), US-amerikanischer Politiker
- Ashley, Clarence († 1967), US-amerikanischer Old-Time- und Folksänger
- Ashley, Clifford W. (1881–1947), amerikanischer Seemann, Maler und Verfasser von Sachbüchern
- Ashley, Delos R. (1828–1873), US-amerikanischer Politiker
- Ashley, Edward (1904–2000), US-amerikanischer Schauspieler
- Ashley, Elizabeth (* 1939), US-amerikanische Schauspielerin
- Ashley, Evelyn (1836–1907), britischer Schriftsteller und Politiker, Mitglied des House of Commons
- Ashley, Gail M. (* 1941), US-amerikanische Geologin (Quartärgeologie, Sedimentologie, archäologische Geologie)
- Ashley, Helmuth (1919–2021), österreichischer Filmregisseur und Kameramann
- Ashley, Henry (1778–1829), US-amerikanischer Jurist und Politiker
- Ashley, Ian (* 1947), britischer Formel-1-Rennfahrer
- Ashley, Jack, Baron Ashley of Stoke (1922–2012), britischer Politiker (Labour Party), Mitglied des House of Commons
- Ashley, James Mitchell (1824–1896), US-amerikanischer Politiker
- Ashley, Jay (* 1971), US-amerikanischer Pornoregisseur und -darsteller
- Ashley, John (1930–2008), kanadischer NHL-Schiedsrichter
- Ashley, John (1934–1997), US-amerikanischer Schauspieler und Sänger
- Ashley, Kaitlyn (* 1971), US-amerikanische PornodarstellerinKaitlyn Ashley (* 1971)

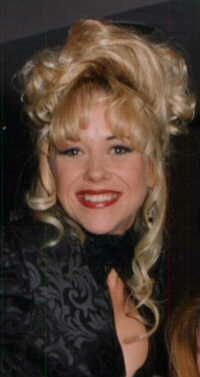
Kaitlyn Ashley (* 1971)

- Ashley, Karan (* 1975), US-amerikanische Schauspielerin
- Ashley, Kathleen M. (* 1944), US-amerikanische Anglistin
- Ashley, Laura (1925–1985), walisische Designerin
- Ashley, Lyn (* 1940), australische Schauspielerin
- Ashley, Mark (* 1973), deutscher Popsänger
- Ashley, Maurice (1907–1994), britischer Historiker
- Ashley, Maurice (* 1966), US-amerikanischer Schachspieler
- Ashley, Michael, australischer Astronom
- Ashley, Mike (* 1948), englischer Bibliograf, Autor und Herausgeber von Science-Fiction, Fantasy und Krimis
- Ashley, Mike (* 1964), britischer Manager
- Ashley, Phyllida (1894–1975), US-amerikanische Pianistin
- Ashley, Rachel (* 1964), US-amerikanische Pornodarstellerin
- Ashley, Robert (1930–2014), US-amerikanischer Komponist
- Ashley, Sam (1955–2021), US-amerikanischer Sänger und Performancekünstler
- Ashley, Simone (* 1995), britische SchauspielerinSimone Ashley (* 1995)

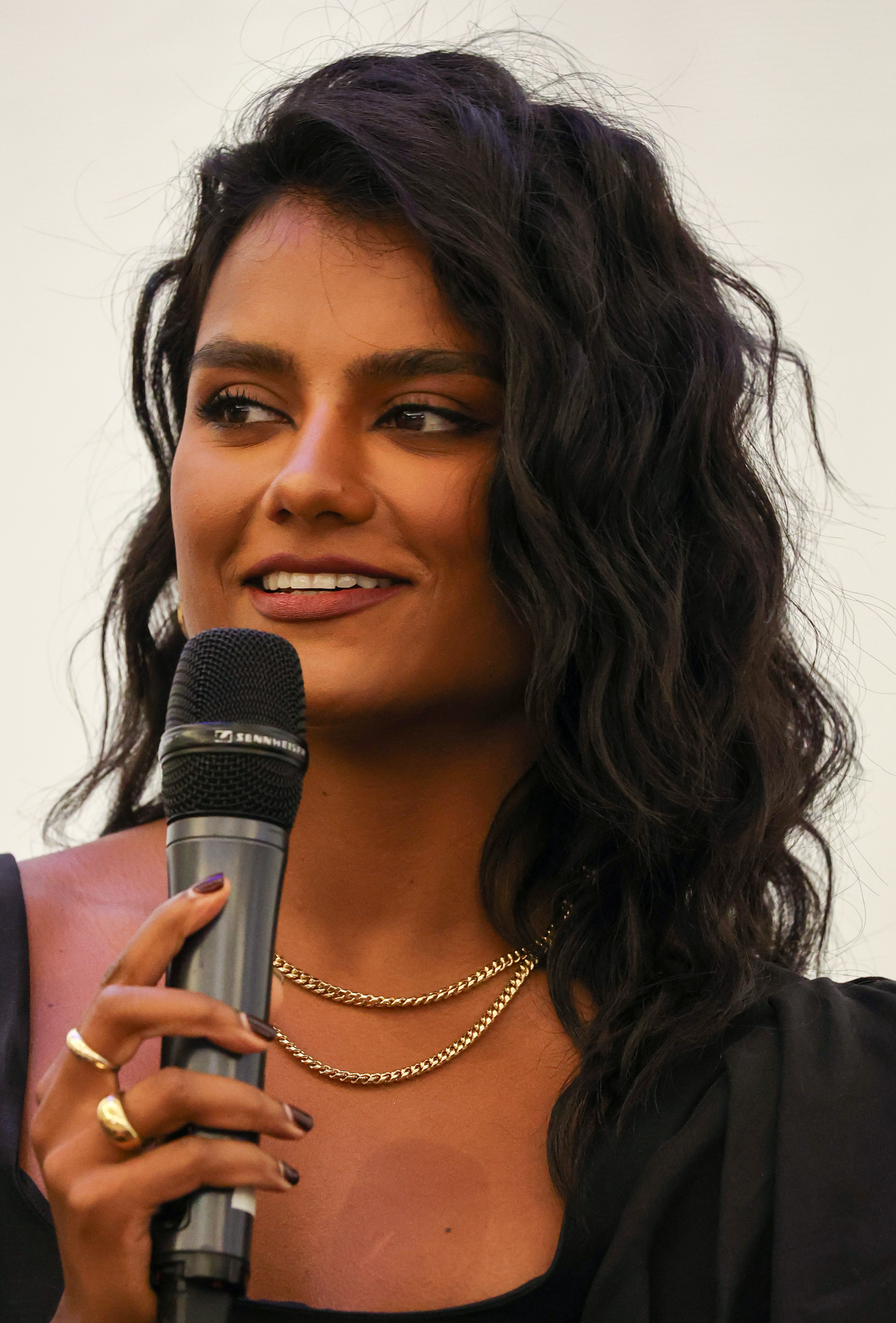
Simone Ashley (* 1995)

- Ashley, Teryn (* 1978), US-amerikanische Tennisspielerin
- Ashley, Thomas (1923–2010), US-amerikanischer Politiker
- Ashley, Tom (* 1984), neuseeländischer Windsurfer
- Ashley, Uriah (1944–2020), panamaischer römisch-katholischer Geistlicher, Bischof von Penonomé und Weihbischof in Panama
- Ashley, Whitney (* 1989), US-amerikanische Diskuswerferin
- Ashley, William Henry (1778–1838), US-amerikanischer Pelzhändler, Unternehmer und Politiker
- Ashley-Cooper, Anthony, 7. Earl of Shaftesbury (1801–1885), britischer Politiker und Philanthrop
- Ashley-Cooper, Anthony, 8. Earl of Shaftesbury (1831–1886), britischer Peer und Politiker
- Ashley-Cooper, Anthony, 9. Earl of Shaftesbury (1869–1961), britischer Brigadegeneral, Politiker und Peer

### Ashm
- Ashman, Dave (1934–1984), US-amerikanischer Gewichtheber
- Ashman, Howard (1950–1991), US-amerikanischer Schauspielautor und Film- und Musicaltexter und -produzent
- Ashmead, William Harris (1855–1908), US-amerikanischer Entomologe
- Ashmeade, Nickel (* 1990), jamaikanischer Leichtathlet
- Ashmole, Bernard (1894–1988), britischer Klassischer Archäologe
- Ashmole, Elias (1617–1692), englischer Alchemist und AntiquarElias Ashmole (1617–1692)

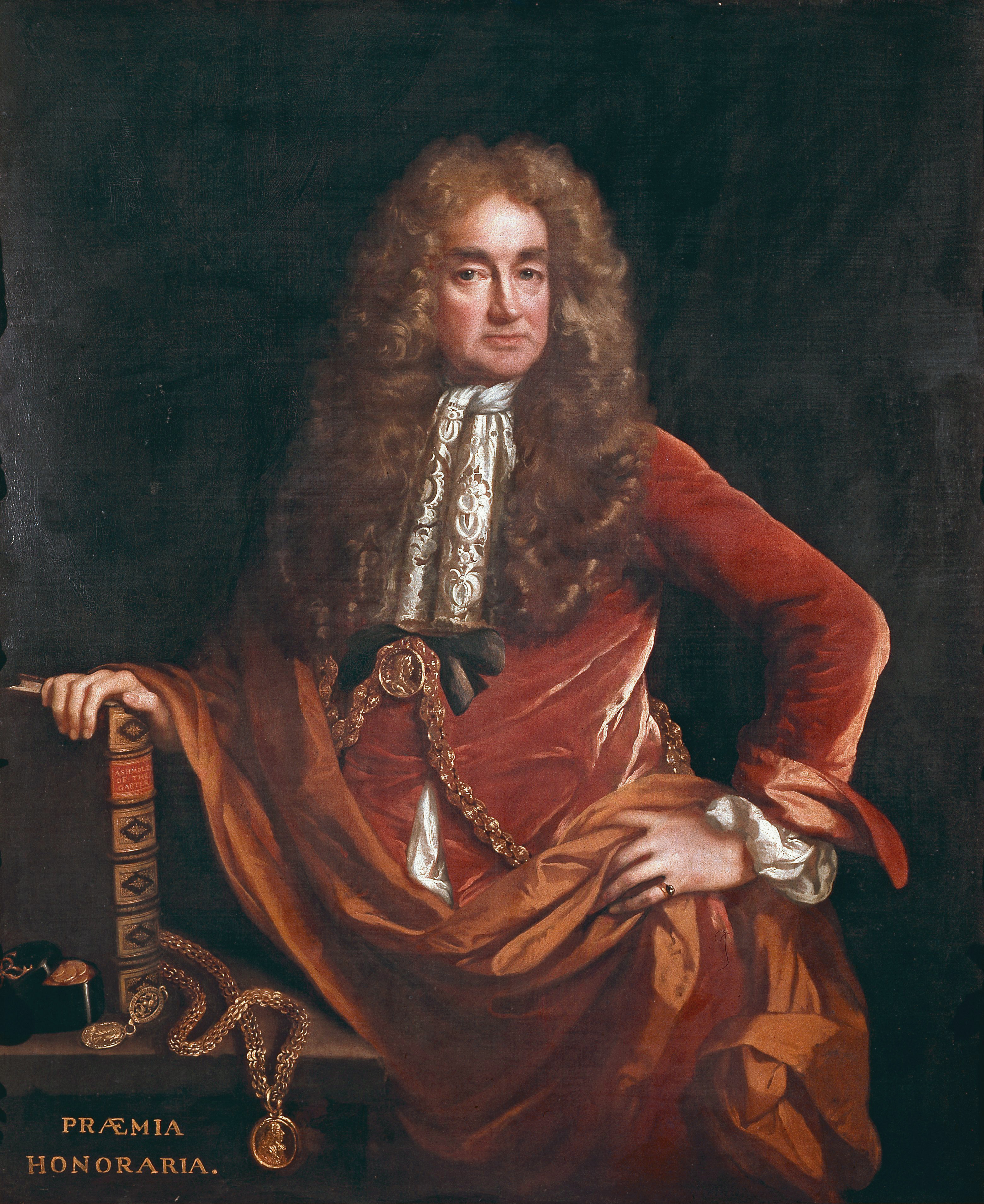
Elias Ashmole (1617–1692)

- Ashmole, Philip (* 1934), britischer Zoologe und Naturschützer
- Ashmole, William (* 1891), englischer Fußballspieler
- Ashmore, Aaron (* 1979), kanadischer Schauspieler
- Ashmore, Edward (1919–2016), britischer Flottenadmiral
- Ashmore, Gerry (1936–2021), britischer Autorennfahrer
- Ashmore, John D. (1819–1871), US-amerikanischer Politiker
- Ashmore, Jonathan (* 1948), britischer Biophysiker
- Ashmore, Marion (1899–1948), US-amerikanischer American-Football-Spieler
- Ashmore, Robert Thomas (1904–1989), US-amerikanischer Politiker
- Ashmore, Shawn (* 1979), kanadischer Filmschauspieler und FilmproduzentShawn Ashmore (* 1979)

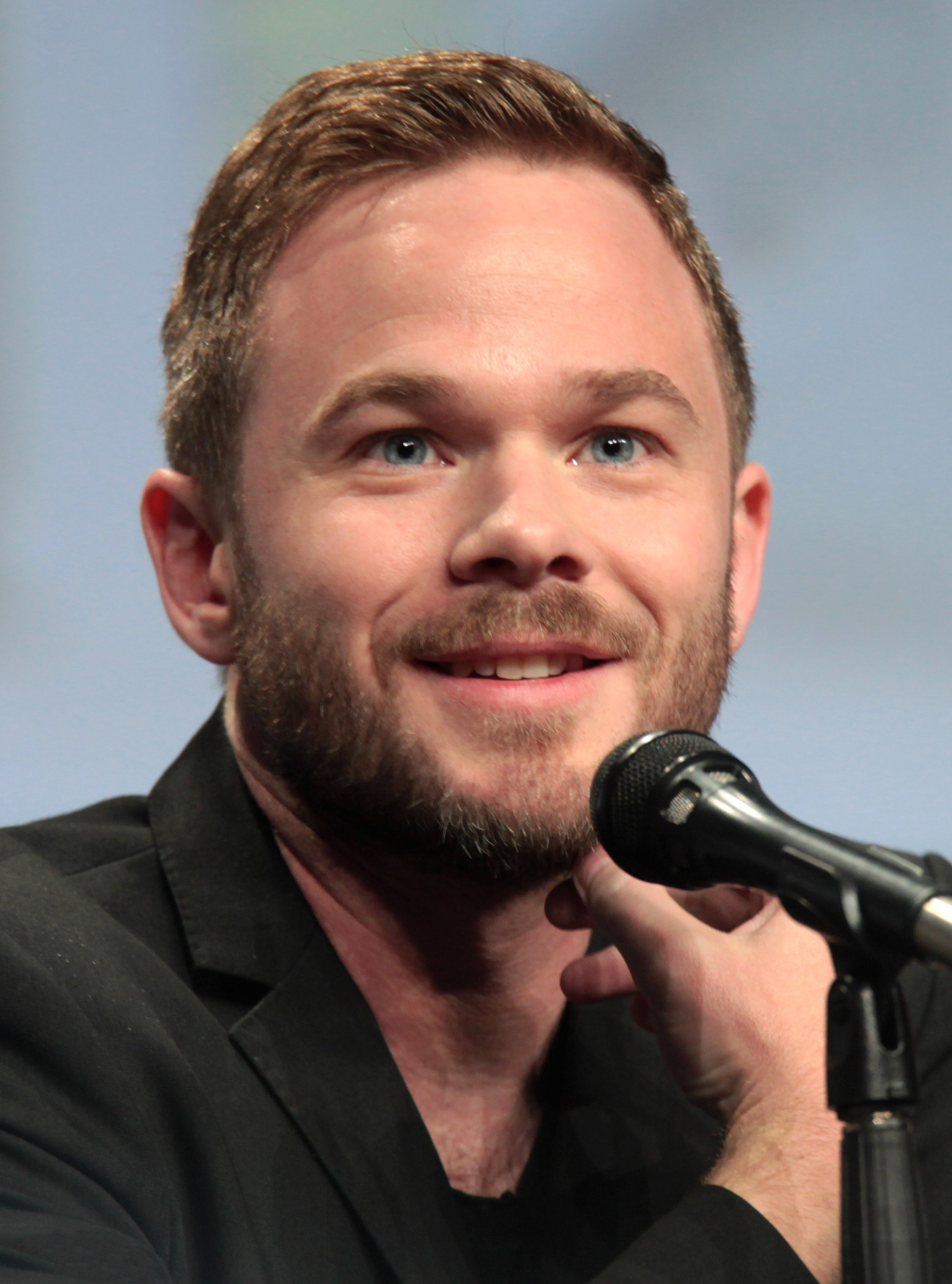
Shawn Ashmore (* 1979)

- Ashmun, Eli P. (1770–1819), US-amerikanischer Politiker
- Ashmun, George (1804–1870), US-amerikanischer Politiker

### Ashn
- Ashna, Hesamodin (* 1964), iranischer Politiker
- Ashnikko (* 1996), US-amerikanische Rapperin und Sängerin

### Asho
- Ashoff, Birgitta (* 1948), deutsche Filmregisseurin, Drehbuchautorin und Journalistin
- Ashoff, Wilhelm (1857–1929), deutscher Unternehmer
- Ashoff, Wilhelm (1886–1941), deutscher Unternehmer
- Ashoka (304 v. Chr.–232 v. Chr.), 3. König der Maurya Dynastie, Kaiser
- Asholt, Jesper (* 1960), dänischer Schauspieler
- Asholt, Martin (* 1977), deutscher Rechtswissenschaftler
- Asholt, Theodor (1890–1969), Politiker (SPD), MdL
- Asholt, Wolfgang (* 1944), deutscher Romanist
- Ashoona, Pitseolak (1904–1983), kanadische Inuit-Künstlerin
- Ashoona, Shuvinai (* 1961), Inuit-Künstlerin
- Ashour, Ali (* 1960), libyscher Politiker und Richter
- Ashour, Amir (* 1990), irakischer LGBT-Aktivist
- Ashour, Emam (* 1998), ägyptischer Fußballspieler
- Ashour, Hisham Mohd (* 1982), ägyptischer Squashspieler
- Ashour, Mahmoud (* 1976), ägyptischer Fußballschiedsrichter
- Ashour, Ramy (* 1987), ägyptischer Squashspieler

### Ashr
- Ashraf Mohamed, Tamer (* 2005), ägyptischer Stabhochspringer
- Ashraf, Abdul Rahman (* 1944), deutsch-afghanischer Geologe und Diplomat
- Ashraf, Ayman (* 1991), ägyptischer Fußballspieler
- Ashraf, Jaffar (* 1998), pakistanischer Stabhochspringer
- Ashraf, Nadine (* 1993), ägyptische Badmintonspielerin
- Ashraf, Raja Pervez (* 1950), pakistanischer Politiker (Pakistanischen Volkspartei)
- Ashraf, Shahd (* 2003), australisch-katarische Leichtathletin
- Ashraf, Sharafuddin (* 1995), afghanischer Cricketspieler
- Ashraff, M. H. M. (1948–2000), sri-lankischer Politiker
- Ashrafu, Mohamed (* 1990), sri-lankischer Sprinter
- Ashram, Linoy (* 1999), israelische Rhythmische Sportgymnastin
- Ashry, Abdel Azim (1911–1997), ägyptischer Basketballspieler, -schiedsrichter und Sportfunktionär
- Ashry, Alaa el (* 1991), ägyptischer Hammerwerfer

### Asht
- Asht, John, deutscher Autor
- Ashtekar, Abhay Vasant (* 1949), indisch-amerikanischer theoretischer Physiker
- Ashtiani, Rokneddin (* 1914), iranischer Botschafter
- Ashton, Alan (* 1942), US-amerikanischer Informatiker
- Ashton, Bob Bruce (1921–2006), US-amerikanischer Komponist und Musikpädagoge
- Ashton, Brent (* 1960), kanadischer Eishockeyspieler
- Ashton, Brian (* 1946), englischer Rugbyspieler und Nationaltrainer
- Ashton, Carter (* 1991), kanadischer Eishockeyspieler
- Ashton, Catherine (* 1956), britische Politikerin der Labour PartyCatherine Ashton (* 1956)

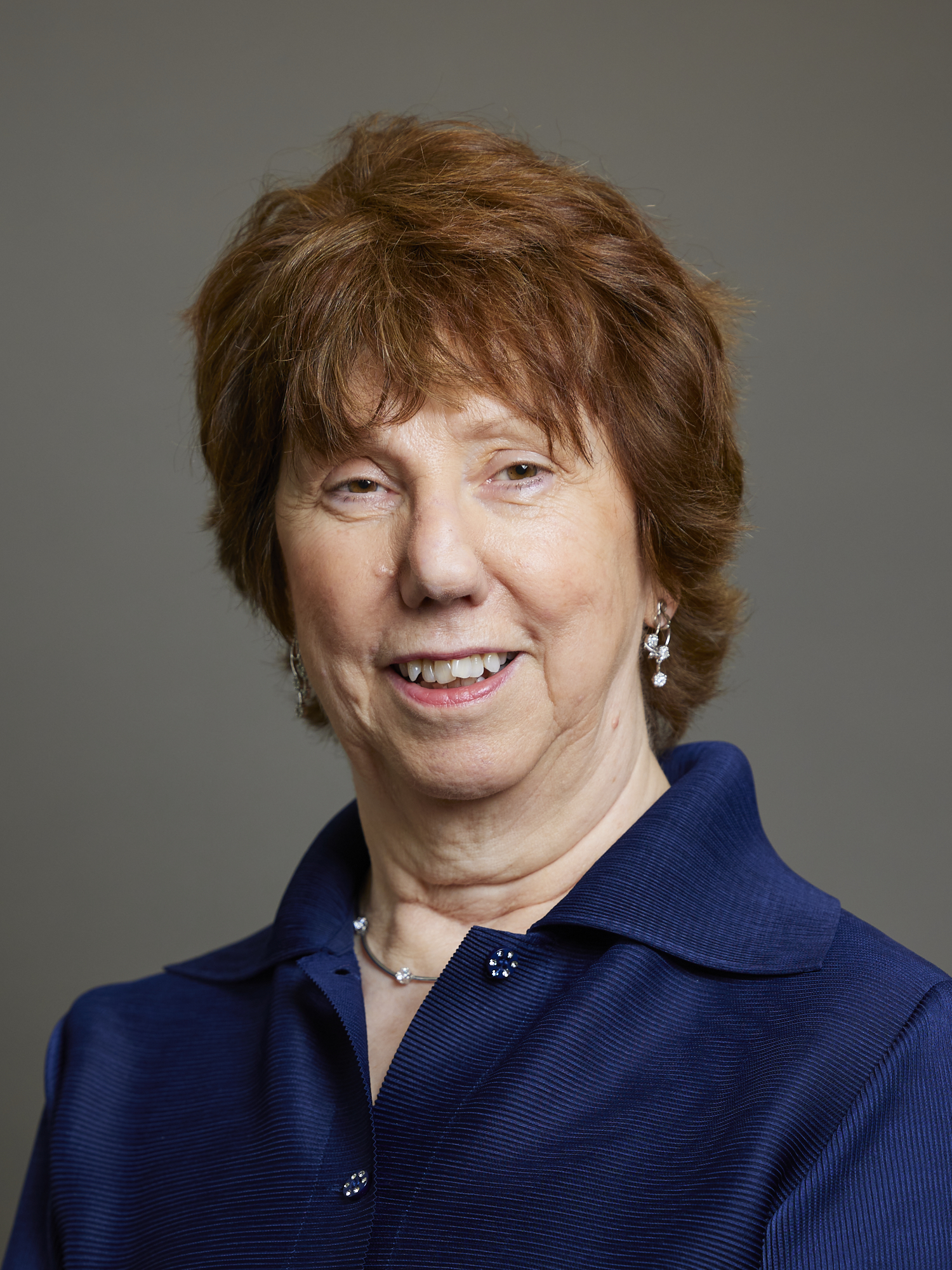
Catherine Ashton (* 1956)

- Ashton, Dean (* 1983), englischer Fußballspieler
- Ashton, Derek (1922–1997), englischer Fußballspieler
- Ashton, Don (1919–2004), britischer Architekt, Filmarchitekt und Ausstatter
- Ashton, Edwin (1893–1970), englischer Fußballspieler
- Ashton, Ernest Charles (1873–1957), kanadischer Generalleutnant
- Ashton, Frederick (1904–1988), englischer Balletttänzer und Choreograf
- Ashton, Gwyn (* 1961), australischer Rockmusiker
- Ashton, Heather (1929–2019), britische Psychopharmakologin und Ärztin
- Ashton, Henry (* 1991), britischer Schauspieler
- Ashton, James (1941–2010), australischer Polospieler
- Ashton, Jayne (* 1957), englische Squashspielerin
- Ashton, Jennifer (* 1969), US-amerikanische Ärztin, Autorin und Fernsehkorrespondentin
- Ashton, Joe (1933–2020), britischer Politiker (Labour Party), Mitglied des House of Commons
- Ashton, John (1948–2024), US-amerikanischer SchauspielerJohn Ashton (1948–2024)

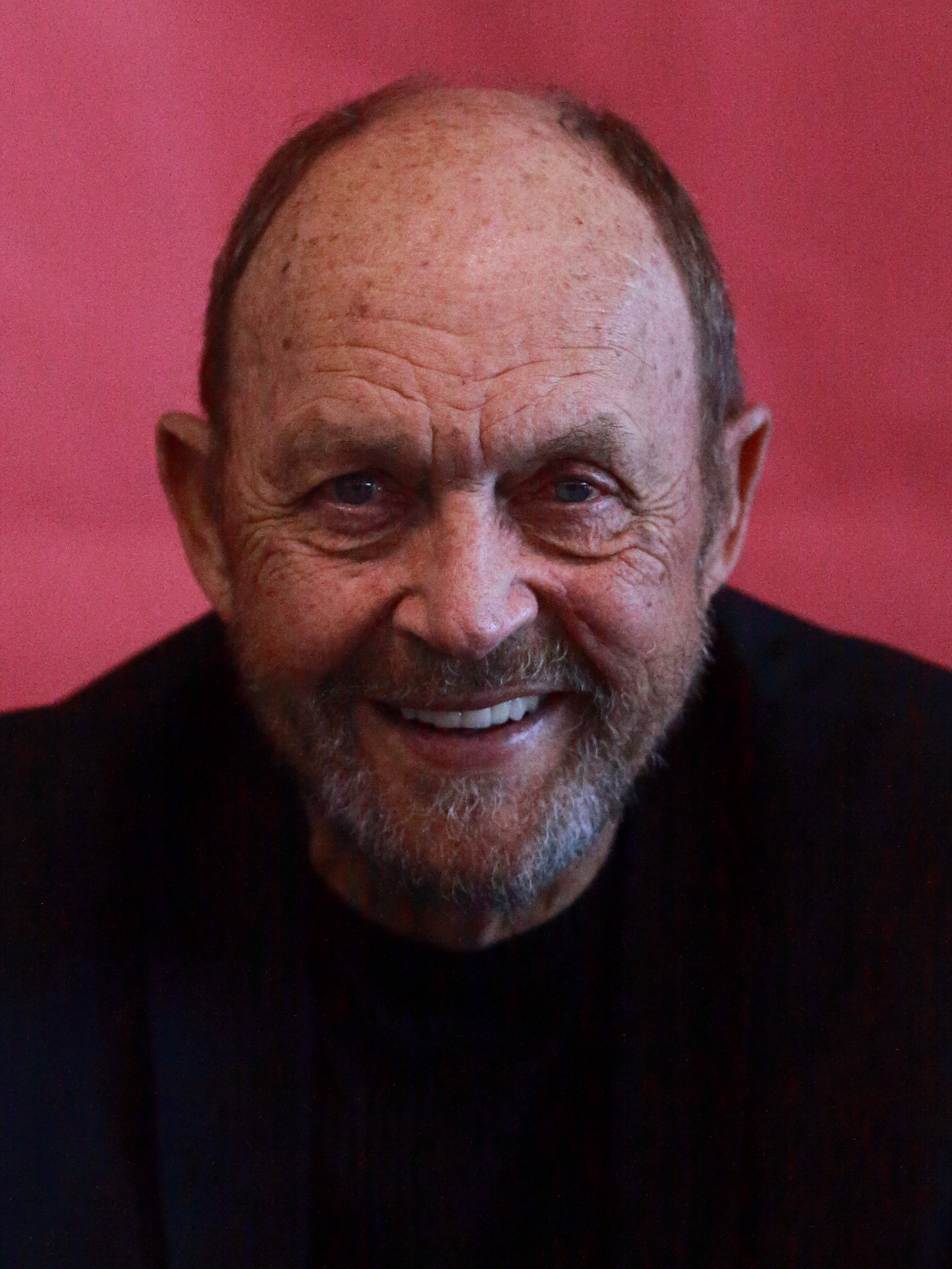
John Ashton (1948–2024)

- Ashton, Jon (* 1979), englischer Fußballspieler
- Ashton, Julian (1851–1942), australischer Porträt- und Landschaftsmaler, Gründer der Julian Ashton Art School
- Ashton, Julie (* 1968), US-amerikanische Pornodarstellerin
- Ashton, Kevin (* 1968), britischer Technologie-Pionier
- Ashton, Lisa (* 1970), britische Dartspielerin
- Ashton, Margaret (1856–1937), englische Frauenrechtlerin, Pazifistin, Kommunalpolitikerin
- Ashton, Mark (1960–1987), englischer LGBT-Aktivist
- Ashton, Martyn (* 1974), englischer Trialbike-Fahrer
- Ashton, Matthew (* 1988), britischer Pokerspieler
- Ashton, Niki (* 1982), kanadische Politikerin der Neuen Demokratischen Partei (NDP), die seit ihrer Wahl 2008 für den Wahlbezirk Churchill—Keewatinook Aski Abgeordnete im Unterhaus des kanadischen Parlaments ist
- Ashton, Patrick (* 1984), deutscher Eishockeytorhüter
- Ashton, Percy (1909–1989), englischer Fußballspieler
- Ashton, Peter Shaw (* 1934), britischer Forstwissenschaftler und Hochschullehrer
- Ashton, Ron (* 1954), kanadischer Eishockeyspieler
- Ashton, Roy (1909–1995), britischer Maskenbildner
- Ashton, Roy (1921–1985), walisischer Fußballspieler
- Ashton, Sylvia (1880–1940), US-amerikanische Schauspielerin der Stummfilmzeit
- Ashton, Thomas, 1. Baron Ashton of Hyde (1855–1933), britischer Politiker, Mitglied des House of Commons, Unternehmer und Peer
- Ashton, Thomas, 2. Baron Ashton of Hyde (1901–1983), britischer Peer
- Ashton, Thomas, 3. Baron Ashton of Hyde (1926–2008), britischer Bankier und Peer
- Ashton, Thomas, 4. Baron Ashton of Hyde (* 1958), britischer Politiker (Conservative Party) und Peer
- Ashton, Tony (1946–2001), britischer Rocksänger und -keyboarder
- Ashton, Tracy, US-amerikanische Film- und TV-Schauspielerin
- Ashton, Zawe (* 1984), britische SchauspielerinZawe Ashton (* 1984)

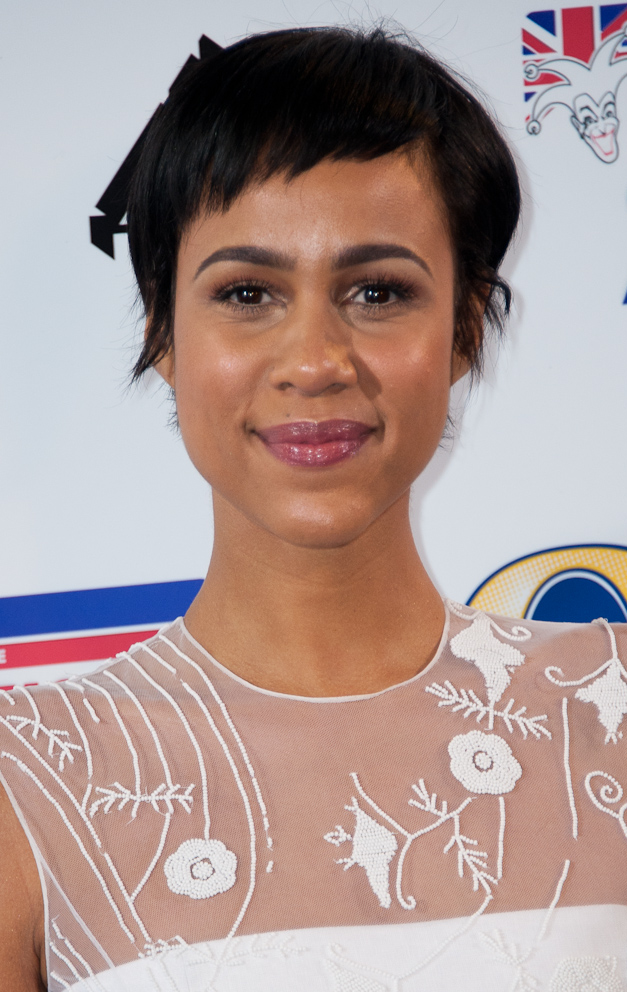
Zawe Ashton (* 1984)

- Ashton-Cirillo, Sarah (* 1977), US-amerikanische Aktivistin und Journalistin
- Ashton-Griffiths, Roger (* 1957), britisch-kanadischer Film- und Theaterschauspieler sowie Filmemacher
- Ashton-Warner, Sylvia (1908–1984), neuseeländische Autorin und Pädagogin
- Ashton-Wolfe, Harry (1881–1959), britischer Schriftsteller

### Ashu
- Ashuftah, Mehria (* 1987), deutsche Politikerin (SPD), MdHB
- Ashur, Radua (1946–2014), ägyptische Schriftstellerin
- Ashurmatov, Rustam (* 1996), usbekischer Fußballspieler
- Ashurst, Andy (* 1965), britischer Stabhochspringer
- Ashurst, Henry F. (1874–1962), US-amerikanischer Politiker
- Ashurst, William (1896–1956), englischer Fußballspieler

### Ashv
- Ashvaghosha, indischer Dichter-Philosoph

### Ashw
- Ashwell, Gilbert (1916–2014), US-amerikanischer Biochemiker
- Ashwell, Lena (1869–1957), britische Schauspielerin, Theatermanagerin und -Regisseurin
- Ashwell, Rachel (* 1959), britische Innenarchitektin, Protagonistin des Shabby-Chic-Einrichtungsstils
- Ashwin, Margot Bernice (1935–1992), neuseeländische Botanikerin
- Ashwin, Ravichandran (* 1986), indischer Cricketspieler
- Ashwini, K. P. (* 1986), indische Politikwissenschaftlerin und Menschenrechtsaktivistin
- Ashwood, Jessica (* 1993), australische Schwimmerin
- Ashworth, Andrea (* 1969), englische Autorin und Literaturwissenschaftlerin
- Ashworth, Andrew (* 1947), englischer Rechtswissenschaftler
- Ashworth, Ash, britischer Biathlet
- Ashworth, David (1868–1947), englischer Fußball-Schiedsrichter und Trainer
- Ashworth, Ernie (1928–2009), US-amerikanischer Country-Musiker
- Ashworth, Gerry (* 1942), US-amerikanischer Sprinter und Olympiasieger
- Ashworth, Hugh (* 1961), britischer Radrennfahrer
- Ashworth, Ian (* 1987), südafrikanischer Eishockeyspieler
- Ashworth, James Hartley (1874–1936), britischer Meereszoologe
- Ashworth, Jeanne Chesley (1938–2018), US-amerikanische Eisschnellläuferin
- Ashworth, Jimmy (* 1957), britischer Marathonläufer
- Ashworth, John (* 1870), englischer Fußballspieler
- Ashworth, John (1937–2020), englischer Fußballspieler
- Ashworth, Richard (* 1947), britischer Politiker (Conservative Party), MdEP
- Ashworth, Sam (* 1980), US-amerikanischer Singer-Songwriter und Musikproduzent

### Ashy
- Ashy, Joseph W. (* 1940), US-amerikanischer Pilot, General der US-Luftwaffe